# 카라 프로젝트: 카라 더 비기닝

## 방송 배경
카라에서 내부 분열이 일어났고 멤버 중 정니콜이 끝내 탈퇴를 선언했으며 카라가 해체될 위기에 놓였는데 이를 카라 사태라 한다. 이에 이호연 당시 DSP 미디어 대표이사의 친구이자 공적으로도 한 때 이호연 대표이사가 매니저를 맡았던 가수 태진아가 당시 대한가수협회 회장의 자격으로 카라의 나머지 멤버들을 설득하여 카라의 해체를 막았다. 이후 DSP 미디어는 카라의 부족한 멤버를 보충하기 위해 이 프로그램을 개최했다. 이 과정에서 퓨리티를 해체하여 퓨리티의 일부 멤버들을 카라 프로젝트에 참여시켰다.

## 방송 이전
이 프로그램을 위해 일본에서 데뷔시킨 퓨리티를 해체시킨 후 퓨리티의 멤버들을 이 프로그램에 투입했다. 윤채경과 조시윤이 퓨리티의 멤버였다.

## 출연자
| 순위 | 이름 | 득표수          | 전문가점수 | 사전투표  | 생방송투표 | 글로벌투표 | 1위와의 표차이 | 비고        |
| ---- | ---- | --------------- | ---------- | --------- | ---------- | ---------- | -------------- | ----------- |
| 1위  | 영지 | 49591표(19.60%) | 12097(5위) | 9424(1위) | 8070(1위)  | 20000(1위) | -              | 우승        |
| 2위  | 소민 | 47210표(18.66%) | 19127(1위) | 7601(3위) | 7539(2위)  | 12943(3위) | 2381           |             |
| 3위  | 소진 | 46033표(18.19%) | 17775(2위) | 8266(2위) | 6585(4위)  | 13407(2위) | 3558           |             |
| 4위  | 채원 | 35235표(13.92%) | 16092(3위) | 6476(4위) | 7234(3위)  | 5433(6위)  | 14356          |             |
| 5위  | 채경 | 27812표(10.99%) | 12461(4위) | 3770(6위) | 2612(7위)  | 8969(4위)  | 21779          | 생방송 탈락 |
| 6위  | 시윤 | 24543표(9.70%)  | 10873(7위) | 3993(5위) | 4240(5위)  | 5437(5위)  | 25048          | 생방송 탈락 |
| 7위  | 유지 | 22636표(8.94%)  | 12001(6위) | 3604(7위) | 3901(6위)  | 3130(7위)  | 26955          | 생방송 탈락 |

## 방송 이후
- 우승을 차지한 허영지는 이후 카라로 활동했지만 카라는 얼마 못가 무기한 활동중단하게 되어 허영지는 개인활동을 하게 되었으며 멤버인 구하라가 2019년 11월 24일 자택에서 숨진 채 발견되어 카라의 재활동은 사실상 불가능하게 되었다.
- 준우승을 차지한 전소민은 이후 에이프릴로 데뷔했으나 탈퇴하고 혼성 그룹인 카드로 재데뷔했다.
- 3위를 차지한 안소진은 2015년 1월에 DSP미디어에서 계약해지로 퇴사한 이후 2015년 2월 24일 대전광역시에 소재한 자택 아파트 10층에서 투신자살했다. 향년 23세.
- 4위를 차지한 김채원은 이후 에이프릴로 데뷔했다.
- 5위를 차지한 윤채경은 PRODUCE 101에 출전하여 비록 I.O.I에는 선발되지 못했으나, 괄목할 만한 성장을 한 것으로 인하여 간발의 차이로 I.O.I에 선발되지 못한 PRODUCE 101의 참가자 5명 중 한 명이 되어 I.B.I로 활동한 이후 이를 인정받아 에이프릴에 정식으로 합류하여 에이프릴의 멤버가 되었다.
- 6위를 차지한 조시윤은 5위를 차지한 윤채경과 같이 PRODUCE 101에 출전하였으나 I.O.I에는 선발되지 못했다. 이후 배우로 전향했다가 이렇다 할 활동 없이 DSP미디어를 퇴사해서 현재 프리랜서 배우이다.
- 7위를 차지한 손유지는 DSP미디어를 퇴사한 이후 GH엔터테인먼트로 이적하여 애플비로 데뷔하였다. 하지만 별다른 성과를 못내고 애플비가 해체되어 써드아이로 재데뷔했다.

## 최종 순위
| 순위 | 이름   | 예명 | 소속사                                          | 소속그룹                                           |
| ---- | ------ | ---- | ----------------------------------------------- | -------------------------------------------------- |
| 1위  | 허영지 | 영지 | DSP, 前코어콘텐츠, 前드림티, 前예당, 前키이스트 | 카라, 前베이비카라                                 |
| 2위  | 전소민 | 소민 | DSP                                             | KARD, 前에이프릴, 前베이비카라, 前퓨리티           |
| 3위  | 안소진 | 소진 | 前DSP                                           | 前베이비카라                                       |
| 4위  | 김채원 | 채원 | DSP                                             | 에이프릴, 前베이비카라                             |
| 5위  | 윤채경 | 채경 | DSP                                             | 에이프릴, C.I.V.A, 前I.B.I, 前베이비카라, 前퓨리티 |
| 6위  | 조시윤 | 시윤 | 前DSP                                           | 前베이비카라, 前퓨리티                             |
| 7위  | 손유지 | 유지 | GH, 前DSP                                       | 써드아이, 前애플비, 前베이비카라, 前YouU           |